# Lijst van supermarkten

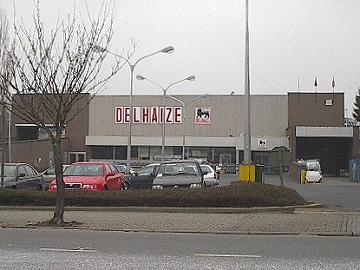
Supermarktfiliaal van Delhaize

Dit is een lijst van supermarkten in de wereld. Supermarkten hebben een oppervlakte tot ca. 4.000 m² en hebben vrijwel uitsluitend voedsel en non-food-artikelen voor dagelijks gebruik. Zie voor hypermarkten, oppervlakte van meer dan 4.000 m² en meer dan alleen supermarktartikelen de lijst van hypermarkten.

## Europa

### België
| Naam           | Opmerking                                                                                    |
| -------------- | -------------------------------------------------------------------------------------------- |
| Albert Heijn   | dochtermerk van Ahold Delhaize                                                               |
| Aldi           |                                                                                              |
| Alvo           |                                                                                              |
| Bio-Planet     | dochtermerk van Colruyt                                                                      |
| Carrefour      |                                                                                              |
| Colruyt        |                                                                                              |
| CoMarkt        | dochtermerk van Colruyt                                                                      |
| Cora           | dochtermerk van Louis Delhaize                                                               |
| Cru            | dochtermerk van Colruyt                                                                      |
| Delhaize       | dochtermerk van Ahold Delhaize                                                               |
| HGC-Hanos      | groothandel                                                                                  |
| Intermarché    |                                                                                              |
| Jumbo          |                                                                                              |
| Lidl           |                                                                                              |
| Louis Delhaize | dochtermerk van Ahold Delhaize                                                               |
| OKay           | dochtermerk van Colruyt                                                                      |
| Spar           | dochtermerk van Colruyt (deel van de winkels) onderdeel van Lambrechts (deel van de winkels) |

| Naam          | Opmerking                      |
| ------------- | ------------------------------ |
| Au Bon Marché |                                |
| Cash & Fresh  | werd omgevormd tot Delhaize    |
| Champion      | werd omgevormd tot Carrefour   |
| Grand Bazar   | werd omgevormd tot Carrefour   |
| Innovation    | omgevormd tot Galeria Inno     |
| Jawa          |                                |
| Match         | overgenomen door Colruyt Group |
| Makro         |                                |
| Prima         | overgenomen door Lambrechts    |
| Sarma         |                                |
| Smatch        | overgenomen door Colruyt Group |
| Tecno         | werd omgevormd tot Carrefour   |

### Nederland

#### Huidig
| Naam                           | Filialen | Organisatie         | Inkooporganisatie      | Opmerkingen                                                      |
| ------------------------------ | -------- | ------------------- | ---------------------- | ---------------------------------------------------------------- |
| Albert Heijn                   | 1197     | Ahold Delhaize      | Ahold Delhaize         |                                                                  |
| Aldi                           | 485      | Aldi Nord           | Aldi                   |                                                                  |
| Amazing Oriental               | 25       | Oriental Group      |                        | Aziatisch georiënteerde supermarkt.                              |
| Tanger Supermarkten            | 17       |                     | Etnische Supermarkt    | Etnische supermarkt.                                             |
| Boon's Markt                   | 22       | Boon Food Group     | Superunie              |                                                                  |
| Budget Food                    | 13       | Budget food B.V.    |                        |                                                                  |
| Crisp                          |          |                     |                        | Online supermarkt.                                               |
| Dagwinkel                      | 104      | Van Tol Retail      |                        |                                                                  |
| De Boerenschuur                | 1        |                     |                        |                                                                  |
| DekaMarkt                      | 101      | Detailresult        | Superunie              | DekaMarkt is voornamelijk actief in Noord-Holland en Gelderland. |
| Dirk                           | 131      | Detailresult        | Superunie              | Voorheen Dirk van den Broek.                                     |
| EkoPlaza                       | 75       | Udea                |                        |                                                                  |
| Hanos                          | 19       |                     |                        | Groothandel.                                                     |
| Hoogvliet                      | 75       | Hoogvliet           | Superunie              |                                                                  |
| Jumbo                          | 712      | Jumbo Groep         | Jumbo Groep            |                                                                  |
| Landmarkt                      | 1        |                     |                        |                                                                  |
| Lekker Makkelijk               | 5        |                     |                        |                                                                  |
| Lidl                           | 438      | Schwarz Gruppe      | Lidl Stiftung & Co. KG |                                                                  |
| Makro                          | 17       | Metro AG            |                        | Groothandel.                                                     |
| MCD                            | 12       | Boon Food Group     | Superunie              |                                                                  |
| Nettorama                      | 32       | Nettorama           | Superunie              |                                                                  |
| Odin                           | 36       | Odin                |                        |                                                                  |
| Picnic                         | 37 DC's  | Picnic Technologies |                        | Online supermarkt.                                               |
| PLUS                           | 347      | Sperwer Holding     | Superunie              |                                                                  |
| Poiesz                         | 80       | Fam. Poiesz         | Superunie              |                                                                  |
| Recra                          | 5        | Van Tol Retail      |                        | Formule voor de recreatiebranche.                                |
| Sahan Supermarkt               | 12       | real estate         | sahan dc               | Etnische Supermarkten                                            |
| Sligro                         | 50       | Sligro Food Group   | Superunie              | Groothandel.                                                     |
| Spar                           | 425      | Spar                | Superunie              |                                                                  |
| Stadsmarkt de Pijp (Amsterdam) | 1        |                     |                        |                                                                  |
| Vomar                          | 104      | Vomar               | Superunie              |                                                                  |

#### Fuserende
| Naam | Organisatie         | Filialen | Fusie | Gaat op in | Opmerkingen                                                                                               |
| ---- | ------------------- | -------- | ----- | ---------- | --- |
| Coop | Coop Nederland U.A. | 314      | 2022  | PLUS       | Fuseerde begin 2022 met PLUS, onder welke naam het doorgaat. Verdwijnt in 2024 uit het straatbeeld.       |
| Boni | Boni                | 51       | 2023  | Nettorama  | Per 28 juli 2023 is aangekondigd dat Boni en Nettorama fuseren. De naam Boni zal over de jaren vervallen. |

#### Voormalig
| Naam                      | Opgeheven | Organisatie                      | Opgegaan in                          | Opmerkingen                                                     |
| ------------------------- | --------- | -------------------------------- | ------------------------------------ | --------------------------------------------------------------- |
| 4=6                       | 1987      |                                  | PLUS                                 |                                                                 |
| A&O                       | 1979      |                                  | Markant                              |                                                                 |
| A&P                       | 2000      | Hermans Groep                    | C1000                                |                                                                 |
| Agrimarkt                 | 2019      | CZAV                             | Jumbo                                |                                                                 |
| Attent                    | 2018      | Spar                             |                                      |                                                                 |
| Attent Super op vakantie! | 2007      | Spar                             |                                      |                                                                 |
| Bas van der Heijden       | 2014      | Detailresult                     | Dirk                                 |                                                                 |
| Basismarkt                | 2001      | Laurus                           |                                      |                                                                 |
| C1000                     | 2012      | Schuitema                        | Jumbo                                | Deels doorverkocht aan Ahold, Boni, Coop, EMTÉ, Poiesz en PLUS. |
| Centra                    | 2001      | Schuitema                        | C1000                                |                                                                 |
| Dagmarkt                  | 1996      | Vendex International             | Edah en Basismarkt                   |                                                                 |
| De Boer                   | 1996      |                                  | Super de Boer                        |                                                                 |
| Deen                      | 2021      | Fam. Deen                        | Albert Heijn, Vomar en Dekamarkt     |                                                                 |
| De Gruyter                | 1976      | SHV Holdings                     | Spar                                 |                                                                 |
| DeWit (Komart)            |           |                                  | Coop Supermarkten, Deen en Hoogvliet |                                                                 |
| Digros                    | 2014      | Detailresult                     | Dirk                                 |                                                                 |
| Dreize                    | 1989      |                                  | Nieuwe Weme                          |                                                                 |
| Edah                      | 2007      | Laurus                           | PLUS en EMTÉ Supermarkten            | Deels overgedragen aan o.a. C1000, Lidl en Aldi.                |
| Elka                      | jaren 80  |                                  | Unigro                               |                                                                 |
| EMTÉ Supermarkten         | 2019      | Sligro Food Group                | Coop en Jumbo                        |                                                                 |
| E-markt                   |           |                                  | Coop                                 |                                                                 |
| Fred van der Werff        | 1982      |                                  | De Boer                              |                                                                 |
| Frits Even's Pick Pack    |           |                                  | Schuitema                            |                                                                 |
| Garantmarkt               |           |                                  | PLUS                                 |                                                                 |
| Gebr. de Jong             | 1994      |                                  | De Boer                              |                                                                 |
| Golff                     | 2013      | Sligro Food Group                | EMTÉ                                 |                                                                 |
| Groenwoudt                | 2000      |                                  | Laurus                               |                                                                 |
| Grofa-Arnhem              |           |                                  |                                      |                                                                 |
| Grosmarkt                 | 1998      |                                  | Hermans Groep en Albert Heijn        |                                                                 |
| Gruma                     |           | SHV Holdings                     |                                      |                                                                 |
| IFA                       | 1966      | Levensmiddelenorg. IFA Nederland | Unigro                               |                                                                 |
| Jac Hermans               | 1994      |                                  | A&P                                  |                                                                 |
| Jan Bruijns               | 2004      |                                  | Dirk                                 |                                                                 |
| Jan Linders               | 2023      | Jan Linders BV                   | Albert Heijn                         | Deels overgedragen aan Jumbo en PLUS.                           |
| KC Markt                  |           |                                  |                                      |                                                                 |
| Kingsalmarkt              |           |                                  | Jumbo                                |                                                                 |
| Kopak                     | 2001      | Schuitema                        | C1000                                |                                                                 |
| Konmar                    | 2008      | Laurus                           | Albert Heijn, C1000 en Jumbo         |                                                                 |
| Komart                    |           |                                  | Deen                                 |                                                                 |
| Kroon                     |           |                                  | Markant                              |                                                                 |
| Korti                     |           |                                  |                                      |                                                                 |
| Kosma                     |           |                                  |                                      |                                                                 |
| Lekker & Laag             | 2006      |                                  | Super de Boer                        |                                                                 |
| Marqt                     | 2023      | Udea Beheer                      | Ekoplaza                             |                                                                 |
| Massamarkt                |           |                                  |                                      |                                                                 |
| Maxis                     | 2002      | De Bijenkorf                     |                                      |                                                                 |
| Miro                      | 1986      |                                  | Ahold Delhaize                       |                                                                 |
| MeerMarkt                 | 2008      | Prisma                           | Golff, Spar en Attent                |                                                                 |
| M&M supermarkten          |           |                                  |                                      |                                                                 |
| Multi                     |           |                                  |                                      |                                                                 |
| Nieuwe Weme               | 2000      |                                  | Laurus                               |                                                                 |
| Pakgro                    | 2016      | Fam. Van Grootel                 | Spar                                 |                                                                 |
| Prijsslag                 | 1997      | Hermans Groep                    | Vendex Food Groep                    |                                                                 |
| Primarkt                  | 1996      |                                  | Ahold Delhaize                       |                                                                 |
| Pryma                     | 2021      | Van Eerd Groep                   | Jumbo                                |                                                                 |
| Sanders                   | 2011      |                                  | EMTÉ                                 |                                                                 |
| Simon de Wit              | 1980      |                                  | Albert Heijn                         |                                                                 |
| Stipt                     |           |                                  |                                      |                                                                 |
| Super                     | 1996      |                                  | Super de Boer                        |                                                                 |
| Super de Boer             | 2009      |                                  | Jumbo en C1000                       |                                                                 |
| TIP                       |           |                                  | Markant                              |                                                                 |
| TopTien Supermarkten      |           |                                  | Spar                                 |                                                                 |
| Torro                     | jaren 90  |                                  | Edah en Konmar                       |                                                                 |
| Trefcenter                |           | De Gruyter                       |                                      |                                                                 |
| Troefmarkt                | 2018      | Van Tol Retail                   | Dagwinkel                            |                                                                 |
| Unigro                    | 1996      |                                  | De Boer                              |                                                                 |
| Vana                      | jaren 70  |                                  |                                      |                                                                 |
| VéGé                      | 1980      |                                  | Super                                |                                                                 |
| VEZO                      |           |                                  | Super                                |                                                                 |
| Vivo                      | 1980      |                                  | Super                                |                                                                 |
| Volumemarkt               |           |                                  | Coop                                 |                                                                 |
| Witte Prijzenhal          |           |                                  | Groenwoudt                           |                                                                 |
| Wijnbergh & Co            |           |                                  |                                      |                                                                 |
| Zetgé Groothandelscentrum |           |                                  | Sligro                               |                                                                 |

### Duitsland
Voormalige winkelketens worden cursief weergeven.
| Naam                  | Organisatie                     | Opmerking |
| --------------------- | ------------------------------- | --- |
| aktiv Discount        | EDEKA                           | laatst als EDEKA aktiv Discount, werd omgevormd tot EDEKA verkooplijnen                                                           |
| Aldi                  | Aldi Nord/Aldi Süd              | Aldi Nord en Aldi Süd |
| Bolle                 | REWE Group                      | werd omgevormd tot REWE Groups verkooplijnen                                                                                      |
| Combi                 | Bünting                         | |
| Comet                 | REWE Group                      | werd omgevormd tot REWE Groups verkooplijnen                                                                                      |
| Edeka                 | EDEKA                           | Verkooplijnen (EDEKA, EDEKA aktiv markt, EDEKA express, EDEKA neukauf, EDEKA center) variëren afhankelijk van de grootte en regio |
| Extra                 | REWE Group                      | werd omgevormd tot REWE Groups verkooplijnen                                                                                      |
| Famila                | Bartels-Langness/Bünting        | Famila Nordost (Bartels-Langness) en Famila Nordwest (Bünting)                                                                    |
| Hit                   | Dohle-Gruppe                    | |
| HL-Markt              | REWE Group                      | werd omgevormd tot REWE Groups verkooplijnen                                                                                      |
| Kaiser's Tengelmann   | EDEKA                           | werd omgevormd tot EDEKA of REWE Groups verkooplijnen                                                                             |
| Kaufland              | Schwarz-Gruppe                  | |
| K&K - Klaas & Kock    |                                 | |
| Konsum                |                                 | |
| Lidl                  | Schwarz-Gruppe                  | |
| Marktkauf             | EDEKA                           | |
| MEMA                  | MEMA                            | werd omgevormd tot Kaiser's |
| Meyer Beck            | Meyer Beck                      | werd omgevormd tot MEMA |
| miniMAL               | REWE Group                      | werd omgevormd tot REWE Groups verkooplijnen                                                                                      |
| nah und gut           | EDEKA                           | |
| nahkauf               | REWE Group                      | |
| Netto                 | Netto                           | |
| Netto Marken-Discount | EDEKA (90 %), Tengelmann (10 %) | |
| Norma                 | Norma                           | |
| Penny                 | REWE Group                      | |
| plaza                 | REWE Group                      | werd omgevormd tot REWE Center |
| Plus                  | EDEKA                           | werd omgevormd tot Netto Marken-Discount                                                                                          |
| real                  | real                            | |
| Reichelt              | EDEKA                           | laatst als EDEKA Reichelt, werd omgevormd tot EDEKA verkooplijnen                                                                 |
| REWE                  | REWE Group                      | Verkooplijnen (REWE, REWE Center, REWE City) variëren afhankelijk van de grootte                                                  |
| sky                   | REWE Group                      | Verkooplijnen (sky, sky center, sky xxl) variëren afhankelijk van de grootte, werd omgevormd tot REWE, REWE Center of REWE City   |
| SPAR                  | EDEKA                           | werd omgevormd tot EDEKA verkooplijnen, SPAR express bestaat nog steeds                                                           |
| Tip Supermarkt        | Metro AG                        | werd omgevormd tot Plus |
| Wasgau                | Wasgau                          | voornamelijk in zuid en midden Duitsland                                                                                          |

### Frankrijk
- Auchan (Auchan city, A2pas, Prixbas par auchan)
- Carrefour (Carrefour Contact, City, Montagne, Express)
- Carrefour Market
- Colruyt
- Cora
- Geant (hypermarkt Casino)
- E.Leclerc
- Casino (Hyper Casino, Petit Casino)
- Leader Price
- Norma
- Sherpa
- Système U (Hyper U, Super U, U express, Utile)
- Intermarché (Intermarché Hyper, Super, Contact, Express)
- Simply market
- Supermarché Match
- Franprix
- Monoprix (Monop', Daily Monop)
- Netto
- Dia/Ed
- Lidl
- Aldi
- Le Mutant

### Kroatië
- Konzum
- Diskont Feniks
- Getro
- Bilje Merkant
- Pemo
- Studenac HR
- Trgonom
- Plodine
- Pilepedonio
- Lidl
- Billa
- Mercato
- Kaufland
- Tommy supermarket

### Noorwegen
- Bunnpris
- Coop:
  - Extra
  - Obs!
  - Coop Mega
  - Coop Prix
  - Coop marked
  - Matkroken
- Norgesgruppen:
  - Spar / Eurospar
  - Joker
  - Kiwi
  - Meny
  - Nærbutikken
- Rema 1000
- Europris
- Safari (voormalig)
- ICA (voormalig)
- Rimi (voormalig)

### Oostenrijk
- Adeg (onderdeel van Rewe International AG)
- Billa (onderdeel van Rewe International AG/ Mitchell Danker AG)
- Bipa (onderdeel van Rewe International AG)
- Hofer (onderdeel van Aldi)
- Lidl
- M-Preis
- Merkur (onderdeel van Rewe International AG)
- Nah&Frisch
- Penny Markt (onderdeel van Rewe International AG)
- Spar
- Zielpunkt (onderdeel van Tengelmann Duitsland)

### Polen
- ABC
- Albert
- Aldi
- Aldik
- Alma
- Auchan
- Biedronka
- Billa
- Bomi
- Carrefour
- Chata Polska
- Delikatesy Centrum
- Delima
- eLDe
- E.Leclerc
- Eurocash Cash & Carry
- Freshmarket
- Hypernova
- Intermarché
- Kaufland
- Lewiatan
- Lidl
- Makro
- Netto
- Piotr i Paweł
- Plus
- POLOmarket
- Real
- Sedal
- Selgros
- Społem
- Stokrotka
- Spar
- Tesco
- Żabka

### Slovenië
- EuroSpin
- Hofer
- Lidl
- Mercator
- Spar
- Jager

### Slowakije
- Albert (onderdeel van Ahold)
- Billa
- COOP Jednota Potraviny
- Hypernova (onderdeel van Ahold)
- Lidl
- Tesco

### Tsjechië
- Albert (onderdeel van Ahold)
- Billa
- Lidl
- Pennymarket
- Kaufland
- Tesco
- Globus

### Verenigd Koninkrijk
- Asda
- Aldi
- Co-op
- Costco
- Farmfoods
- Iceland
- Lidl
- Londis
- Mally Market
- Marks and Spencer
- Morrisons
- Netto
- Sainsbury's
- Somerfield
- Tesco
- Waitrose
- Spar

## Overige werelddelen

### Australië
- Coles Supermarkets
- Woolworths
- Aldi
- Spar

### Verenigde Staten
| Naam         | Opmerking                                                                  |
| ------------ | -------------------------------------------------------------------------- |
| A&P          | Nam in Nederland Jac Hermans over, ging in 2000-2003 op in C1000 en Jumbo  |
| Publix       | Opgericht in 1930                                                          |
| Safeway Inc. | staat op de Fortune 500-ranglijst                                          |
| Stop & Shop  | De Nederlandse groep Ahold Delhaize is sinds 1995 eigenaar van Stop & Shop |